# Leonardo dos Santos Silva
Leonardo dos Santos Silva (* 21. August 1976 in Rio de Janeiro), kurz Leonardo, ist ein ehemaliger brasilianischer Fußballspieler und heutiger -trainer.

## Karriere
Anfang August 1997 verpflichtete der niederländische Eredivisie-Verein FC Groningen den damals 20-jährigen Rechtsverteidiger Leonardo gemeinsam mit Hugo Alves Velame von Flamengo Rio de Janeiro. Sein Debüt gab der Brasilianer am 20. August 1997 beim 3:0-Sieg über den FC Volendam; er kam in den folgenden vier Jahren auf sieben Treffer in 118 Ligaspielen für die Groninger in der Eredivisie sowie der Eerste Divisie.
Zur Saison 2001/02 wechselte er zu Feyenoord Rotterdam, wo er auch in der Champions League spielte. Mit Feyenoord feierte Leonardo im ersten Jahr mit dem Gewinn des UEFA-Pokals den größten Erfolg seiner Karriere. Im Finale wurde er in der 63. Minute für Robin van Persie eingewechselt, im Wettbewerb kam er bereits zuvor auf vier weitere Einsätze als Einwechselspieler und erzielte in der dritten Runde beim 2:2 gegen den SC Freiburg ein Tor. Während seiner Zeit bei Feyenoord wurde er Leonardo II genannt, weil zu diesem Zeitpunkt Leonardo Santiago ebenfalls für Feyenoord spielte. Um Spielpraxis zu sammeln, wechselte dos Santos Silva in der Winterpause der Saison 2002/03 bis zum Saisonende zum in Doetinchem ansässigen BV De Graafschap. Bis zu seinem Vertragsende im Sommer 2004 wurde Leonardo anschließend von Feyenoord an ADO Den Haag ausgeliehen.
Eine Saison später zog es Leonardo zum MVV Maastricht. Die Saison 2006/07 spielte er beim FC Dordrecht in der Eersten Divisie. Nach Saisonende wechselte er zum spanischen Drittligisten Lorca Deportiva, den er zum Jahresende wiederum Richtung Kolumbien zu Deportes Quindío verließ. Im Februar 2009 absolvierte er ein Ligaspiel für den brasilianischen Klub Veranópolis ECRC. Anschließend ließ er seine Karriere beim FC Emmen, wieder in den Niederlanden, ausklingen, für den er zwischen 2009 und 2011 zu 19 Einsätzen in der Eersten Divisie kam.
Seit Ende 2015 trainiert Leonardo die D-Jugend-Mannschaft des BVCB.